# 베토벤 4
《베토벤 4》(영어: Beethoven's 4th)는 미국에서 제작된 데이비드 M. 에번스 감독의 2001년 코미디 비디오 영화이다. 베토벤 영화 시리즈 네 번째 작품이다. 전편 《베토벤 3》(2000)에 이어 저지 라인홀드, 줄리아 스위니, 조 피클러, 마이컬라 갤로가 주인공인 리처드 뉴턴과 그 가족들 역으로 출연하였고, 켈리 코놉 등이 제작에 참여하였다.
2003년 속편 《베토벤 5》(Beethoven's 5th)가 출시되었다.

## 출연
- 저지 라인홀드
- 줄리아 스위니
- 조 피클러
- 마이컬라 갤로
- 케일리 크리시
- 맷 매코이
- 비앤 콕스
- 제프 쿠프우드
- 도리엔 윌슨
- 마크 린지 채프먼
- 닉 미니
- 아트 러플루어
- 패트릭 브리스토
- 조이스 브러더스

## 기타 제작진
- 배역: 딘 E. 프롱크, 도널드 폴 펨릭
- 미술: 체스터 커진스키
- 의상: 애니 던